# إطالة الحياة

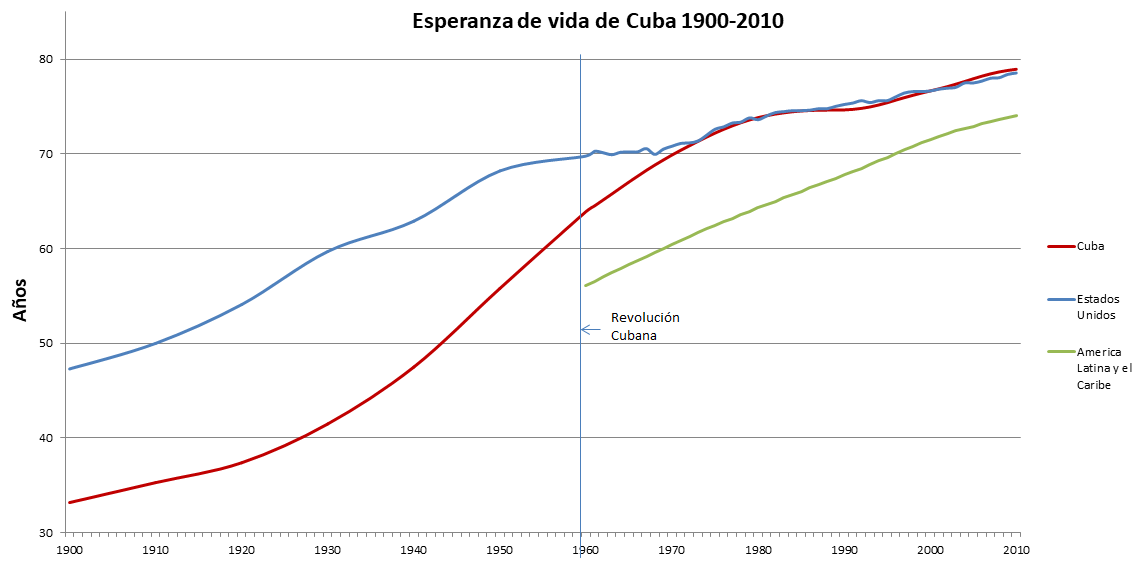

تطويل الحياة مصطلح يشير إلى زيادة مدى الحياة المتوسط أو الأعظمي خاصة الإنسان عن طريق إبطاء أو عكس سيرورات الشيخوخة senescence. يمكن إطالة متوسط الحياة عن طريق الحميات الجيدة، التمارين وتجنب المخاطر الصحية مثل التدخين والتناول الشره للسكر والحلويات. مدى الحياة الاعظمي Maximum lifespan يتحدد من خلال معدل الشيخوخة ageing للأنواع الموجود ضمن جيناتها وربما يتحدد من خلال عوامل بيئية محيطة. حاليا الطريقة الوحيدة المعتبرة لإطالة الحياة هي تحديد الحريرات calorie restriction. نظريا تمديد مدى الحياة الأعظمي يمكن ان يتحقق بتخفيض معدل ضرر الشيخوخة، عن طريق الاستبدال الدوري للنسج المتاذية، أو عن طريق الإصلاح الجزيئي أو rejuvenation للخلايا المتأذية.
مدى الحياة الاعظم والمتوسط:
خلال عملية الشيخوخة، فإن الكائن الحي يراكم الضرر للجزيئات العملاقة، خلاياها ومن ثم انسجتها وصولًا إلى الأعضاء. هذا الضرر المتراكم هو نتيجة اكسدة في محتويات الخلية بسبب الجذور الحرة.
يعتقد بعض الباحثين في هذا المجال، جنباً إلى جنب مع دعاة إطالة الحياة والخلود والعيش الطويل (هؤلاء الذين يرغبون بالبقاء أحياء لفترة طويلة)، أنّ المستقبل يحمل إنجازات سباقة ومتطورة في مجالات كإحياء الأنسجة والخلايا الجذعية والطب التجديدي وإصلاح الجزيئات والعلاج الجيني والمستحضرات الدوائية واستبدال الأعضاء (أي استبدالها بأعضاء صناعية أو عن طريق نقل الأعضاء بين الكائنات الحية)، سيتمكن البشر وقتها من امتلاك متوسط عمر غير محدود عن طريق إحياء الأنسجة للحصول على جسد شاب وصحي. أما الملابسات الأخلاقية، في حال استطعنا إطالة حياتنا، فهي محطّ جدلٍ بين المختصين بأخلاقيات علم الأحياء.
بيع المنتجات التي تدعي إطالة العمر ومحاربة الشيخوخة، كالمكملات والهرمونات، هو صناعة عالمية مغرية، كالشركات الصناعية التي تروّج لاستخدام الهرمونات كعلاجٍ وتبيعه للمستهلكين لعكس أو إبطاء عملية الشيخوخة في الولايات المتحدة، فحققت تلك الصناعة أرباحاً قدرها 50 مليار دولار أمريكي في عام 2009. لمّا تثبت سلامة أو فاعلية استخدام منتجات كتلك.

## الحد المتوسط والأقصى للمدى العمري
خلال الشيخوخة، يتراكم الضرر والأذى عند الكائن الحي في جزيئاته الضخمة وخلاياه وأنسجته وأعضائه. وبشكل خاص، تُصف عملية الشيخوخة بأنها نتاج اضطراب الجينوم واستنزاف القُسيم الطرفي للصبغيات وغياب الاستتباب البروتيني واختلال وظيفة المتقدرات وشيخوخة الخلايا واستنزاف الخلايا الجذعية والتواصل المُتقلب بين الخلايا. يُعتقد أن الأذى الذي تتعرض له الخلايا، والناجم عن الأكسدة التي تسببها الجذور الحرة، عاملٌ مساهم في عملية الشيخوخة أيضاً.
إن أطول مدى عمري مُسجل للإنسان هو 122 سنة، وصاحبة هذا الرقم هي جين كالمنت، والتي وُلدت عام 1875 وتوفت عام 1997، وذلك وفقاً للسجلات. بينما يبلغ أقصى مدى عمري للفأر البري، والمُستخدم عادة كنموذجٍ للأبحاث المتعلقة بالشيخوخة، نحو 3 أعوام. هناك اختلافات جينية بين البشر والفئران تسبب هذا الاختلاف في المدى العمري بين الكائنين، منها الاختلافات في كفاءة إصلاح الـ DNA ودفاعات مضادات الأكسدة واستقلاب الطاقة والحفاظ على الاستتباب البروتيني وآليات إعادة التدوير كآلية الالتهام الذاتي.
يترافق انخفاض المدى العمري المتوسط لدى السكان مع ارتفاع الوفيات بين الأطفال والرضع، ترتبط تلك الوفيات بالأمراض المعدية أو مشاكل التغذية. لاحقاً خلال حياته، سيصبح الإنسان أكثر عرضة للحوادث والأمراض المزمنة المرتبطة بالعمر كالسرطان والأمراض القلبية الوعائية، والتي تلعب دوراً متزايداً في الوفيات. بالإمكان تطويل المدى المتوقع لعمر الإنسان إذا توفرت له الرعاية الطبية الجيدة واللقاحات والحميات الغذائية، وإذا تجنّب المخاطر الصحية كالتدخين.
يُحدد المدى العمري الأقصى بمعدّل الشيخوخة ضمن الأنواع التي تحمل جينيات موروثة، بالإضافة إلى العوامل البيئية. هناك طرقٌ مُعترف بها عالمياً لإطالة المدى العمري الأقصى لدى الكائنات المُستخدمة في التجارب كالديدان الأسطوانية وذبابة الفاكهة والفئران. من هذه الطرق: تحديد السعرات الحرارية والهندسة الوراثية وإدارة الأدوية. هناك تقنية أخرى تستغلّ الضغوط التطورية كالتزاوج من الأفراد الأكبر فقط أو تعديل مستويات الوفيات العَرَضية. لا تموت بعض الحيوانات جراء التقدم في العمر، كالهيدرا والمستورقة (نوع من الديدان المُسطحة) وبعض الإسفنجيات والمرجان وقناديل البحر، بل تُبدي هذه الكائنات احتمالاً بالخلود وبقائها على قيد الحياة إلى الأبد.

## استراتيجيات

### الحميات الغذائية والمكملات
تركز الكثير من الأبحاث حول إطالة الحياة على الأغذية –سواء الحميات الغذائية (الأنظمة الغذائية) أو المكملات –لكن لا يوجد دليل مؤكد يثبت فاعلية هذه الأمور. فالعديد من الحميات التي يروّج لها مناصرو محاربة الشيخوخة متعارضة ومتناقضة في أغلب الأحيان.
أظهرت بعض الدراسات أن تحديد السعرات الحرارية يفيد في إطالة حياة الفئران والخميرة وسعادين ريزوس. لكن في دراسة أحدث، وُجد أن تحديد السعرات الحرارية لم يُفد سعادين الريزوس في إطالة حياتها. أما عند البشر، لمّا تُعرف الآثار الصحية طويلة الأمد لتحديد السعرات الحرارية المُعتدل، حتى مع تناول المُغذيات الكافية.
تشير «نظرية الجذور الحرة والتشيّخ» أن المكملات الغذائية الحاوية على مضادات الأكسدة قد تطيل حياة الإنسان. في المقابل، تشير الدلائل إلى أن مكملات بيتا كاروتين والجرعات العالية من الفيتامين E تزيد من احتمال الوفاة.

### العلاج بالهرمونات
تقدم صناعة محاربة الشيخوخة العديد من العلاجات الهرمونية، لكن لاقت بعض أنواع العلاج تلك انتقادات لاحتمال تسببها بالمخاطر ونقص فعاليتها المثبتة. فعلى سبيل المثال، انتقدت الجمعية الطبية الأمريكية العلاج الهرموني لمحاربة الشيخوخة.
ينخفض مستوى هرمون النمو مع التقدم بالعمر، لكن الدلائل التي تثبت فعالية استخدام هرمون النمو كعلاج لمحاربة الشيخوخة قائمةٌ بشكل أساسي على الدراسات الحيوانية. هناك تقاريرٌ مختلطة ومتضاربة بخصوص هرمون النمو GH أو IGF –1 وقدرته على تعديل عملية التشيخ عند البشر، وإذا كان توجيه تأثير الهرمون إيجابياً أم سلبياً.

## تاريخ
رغبت البشرية منذ القدم في إطالة حياة الإنسان، ولا يزال الموضوع دافعاً أساسياً وراء المساعي العلمية والأفكار عبر التاريخ، من ملحمة جلجامش السومرية وبردية إدوين سميث المصرية، وصولاً إلى أتباع الطاوية والأيروفيدا والخيميائيين واختصاصيي الصحة العامة كـ لويتشي كورنارو ويوهان كوهاوزن وكريستوف فيلهلم هوفيلاند، وفلاسفة كـ فرانسيس بيكون وريني ديكارت وبنجامن فرانكلين ونيكولا كوندورسيه. لكن تعود بداية العصر الجديد في هذا المجال إلى أواخر القرن التاسع عشر، أو بدايات القرن العشرين، وحتى الفترة التي تُسمى «نهاية القرن»، والتي اتسمت بازدهار التفاؤل العلمي والنشاط العلاجي، مما استلزم السعي وراء إطالة الحياة. من أهم الباحثين الذي تعمقوا في مجال إطالة الحياة في تلك الفترة هو عالم الأحياء إيليا ميتشنيكوف (1845 –1916) –وهو مؤلف النظرية الخلوية للمناعة وحاصل على جائزة نوبل ونائب رئيس معهد باستور في باريس. بالإضافة إلى تشارلز براون سيكارد (1817 –1894) وهو رئيس الجمعية البيولوجية الفرنسية وواحدٌ من مؤسسي علم الغدد الصم الحديث.
يدعي اختصاصي علم الاجتماع جيمس هيوز أن العلم ارتبط بالموروث الثقافي المتمثل بالتغلب على الموت منذ عصر التنوير. استشهد هيوز بفرانسيس بيكون (1561 –1626) باعتباره مناصراً لاستغلال العلم والمنطق في إطالة عمر الإنسان، وتحديداً في روايته «أطلانطس الجديدة»، بينما عمل العلماء على تأخير الشيخوخة وإطالة الحياة. أمل روبرت بويل (1627 –1691)، وهو عضو مؤسس للجمعية الملكية، أن يحرز العلم تقدماً ملحوظاً في مجال إطالة الحياة، ووفقاً لهيوز، اقترح بويل إجراء تجارب لاستبدال الدم عند كبار السن بدم الشباب. ألهم المدى العمري البشري غير المحدود البيولوجي أليكسس كاريل (1873 –1944)، حت أنه أجرى تجارباً على الخلايا كما ذكر هيوز.
هناك مشاكل قانونية وتنظيمية بين إدارة الغذاء والدواء الأمريكية ومؤسسة إطالة الحياة، حيث نشبت بينهما قضايا تتعلق باستملاك البضائع ودعاوى محكمية. في عام 1991، زُج سول كينت وبيل فالون، وهما مديرا المؤسسة، في السجن. اتهمت مؤسسةُ إطالة الحياة إدارةَ الغذاء والدواء الأمريكية بارتكاب جريمة أقرب إلى المحرقة، ولجوء الإدارة إلى السلطة كما كانت تفعل الشرطة النازية، وذلك تعليقاً على ادعاءات إدارة الغذاء والدواء التسويقية وتعديل الأدوية.
في عام 2003، نشرت دار دابلداي «الخلية الخالدة: سعي عالمٍ لحل لغز التشيّخ البشري» من تأليف مايكل دي. ويست. شدّد ويست على الدور المحتمل للخلايا الجذعية الجنينية في إطالة متوسط العمر البشري.

## الأخلاق والسياسة

### الخِلاف العلمي
يناقش بعض النقّاد مسألة تصوير الشيخوخة على أنها مرض. منهم على سبيل المثال ليونارد هيفليك، الذي قال إن الخلايا الليفية اليافعة لا تعدو انقساماتها 50 انقسامًا خلويًّا، وهو ما يعني أن الشيخوخة نتيجة لا محيد عنها ولازمٌ من لوازم الإنتروبيا. انتقد هيفليك وغيره من المتخصصين في أمراض الشيخوخة الحيوية -مثل جاي أولشانسكي وبروس كارنز صناعة عكس الشيخوخة استجابةً لما يرونه تربّحًا عديم الضمير من بيع مكمّلات مضادّة للشيخوخة غير موثوقة.

### دوافع المستهلكين
اقترح بحث أجراه سوبه ومارتن عام 2011 أن الناس يشترون المنتجات المضادة للشيخوخة ليبلغوا نفسهم المأمولة (فيحافظوا على شباب بشرتهم مثلًا) أو يتجنبوا نفسهم المخوفة (أي المسنّة). أظهر البحث أن المستهلكين إذا طلبوا النفس المأمولة، فإن توقعاتهم للنجاح هي أقوى ما يقود دوافعهم لاستعمال المنتج. يفسّر البحث العلمي أيضًا كون الإخفاق في تجنب النفس المخوفة أدفَع لاستخدام المنتج من النجاح. أي إن المنتج إذا أخفق فإن هذا دافع أكبر من النجاح عندما يكون هدف المستهلك تجنب نفسه المخوفة.

### الأحزاب السياسية
ومع أن كثيرًا من العلماء قرر أن مد العمر بل مدّ العمر مدًّا كبيرًا أمران ممكنان، فإنّه ليس في العالم برامج وطنية ولا عالمية تركز على مد العمر مدًّا كبيرًا. وتختلف القوى السياسية بين مؤيدة ومعارضة لمد العمر. مع حلول عام 2012، تأسست أحزاب مد العمر السياسية في روسيا والولايات المتحدة الأمريكية وإسرائيل وهولندا. أرادت هذه الأحزاب أن تقدم الدعم السياسي لبحث إطالة الحياة وتقنياتها، وأن يطبقوا أسرع الحلول الممكنة لتحويل المجتمع وتجهيزه للخطوة التالية، وهي الحياة بلا شيخوخة بعمر طويل، ومن أهدافها أن توفّر هذه التقنيات لمعظم البشر الذين يعيشون اليوم.

### وادي السليكون
استثمر بعض المبتكرين التقنيين من مؤسسي الشركات في وادي السليكون استثمارات كبيرة في البحث المضاد للشيخوخة. منهم: لاري إليسون (مؤسس أوراكل)، وبيتر ثييل (المدير التنفيذي السابق في بايبال)، ولاري بيج (من مؤسسي غوغل)، وبيتر ديامانديس.

### المعلقون
تساءل ليون كاس (رئيس المجلس الاستشاري لرئيس الولايات المتحدة الأمريكية في شؤون الأخلاق الحيوية بين عام 2001 وعام 2005) إن كانت مضاعفات الاكتظاظ السكاني ومشكلاته قد تجعل إطالة العمر أمرًا غير أخلاقي. وعبر عن معارضته لإطالة العمر بهذه الكلمات:
«إن رغبتنا في إطالة أعمارنا ما هي علامة على فشلنا في الانفتاح على التكاثر وفي توجهنا إلى مقصود أعلى... إن الرغبة في إطالة الشباب ليست شهوة طفولية يأكل المرء نفسه فيها ويحافظ عليها في الوقت نفسه فحسب، لكنها تعبير عن أمنية طفولية ونرجسية لا تتفق مع الإخلاص للأجيال القادمة».
يقول جون هارس، وهو مدير تحرير سابق في مجلة الأخلاق الطبية، إن الحياة ما دامت مستحقة للعيش برأي الإنسان نفسه، فإن عندنا واجبًا أخلاقيًّا قويًّا يدفعنا إلى حفظ حياته ومن ثم إلى تطوير معالجات لإطالة العمر وتقديمها لمن يريدها.
وناقش الفيلسوف بعد الإنساني نيك بوستروم أن أي تقدم في إطالة العمر يجب أن يشمل كل الناس سواسية، ولا يقتصر على فئة مفضّلة. وفي استعارة كبيرة سمّاها «أسطورة التنين المستبد»، رأى بوستروم أن الموت تنين وحشي يطلب إلى الناس أن يقدموا إليه قرابين بشرية. في هذه الأسطورة، وبعد جدال طويل بين الذين يؤمنون أن التنين حقيقة في الحياة والذين يؤمنون أنه يمكن -بل يجب- قتله، قُتل التنين في النهاية. يقول بوستروم إن السلبية السياسية سمحت لكثير من الوفيات المستطاعة التجنب أن تحدث.

### مخاوف الاكتظاظ السكاني
يرجع الخلاف في شأن إطالة العمر إلى الخوف من الاكتظاظ السكانية وآثاره المحتملة على المجتمع. يعارض المختص في أمراض الشيخوخة الحيوية أوبري دو غري نقد الاكتظاظ السكاني بالإشارة إلى أن العلاج قد يؤخر أو ينهي اليأس من المحيض، وهو ما يتيح للنساء أن يجعلن أحمالهنّ على مدى سنين أكثر، وهذا يقلل معدل النمو السكاني السنوي. بل إن الفيلسوف المستقبلي ماكس مور يقول إنه مع العلم بأن معدل النمو السكاني العالمي يتباطأ، ومن المتوقع أن يستقر ثم يبدأ الانحدار، فإنه من البعيد أن تشارك إطالة الأعمار في الاكتظاظ السكاني.